# Leslie Deniz
Leslie Jean Deniz (née le 25 mai 1962 à Oakland) est une athlète américaine spécialiste du lancer du disque.

## Carrière

### Palmarès
| Date | Compétition           | Lieu        | Résultat | Performance |
| ---- | --------------------- | ----------- | -------- | ----------- |
| 1984 | Jeux olympiques d'été | Los Angeles | 2e       | 64,86 m     |

### Records
| Épreuve          | Performance | Lieu | Date |
| ---------------- | ----------- | ---- | ---- |
| Lancer du disque | 65,20 m     |      | 1984 |